# Lille Bennebæk
Lille Bennebæk (dansk) eller Klein Bennebek (tysk) er en landsby og kommune i det nordlige Tyskland under Slesvig-Flensborg kreds i delstaten Slesvig-Holsten. Landsbyen er beliggende 25 km sydvest for Slesvig by ved grænsen til Stabelholm i det sydlige Sydslesvig. Kommunen samarbejder på administrativt plan med nabokommunerne i Krop-Stabelholm kommunefællesskab (Amt Kropp-Stapelholm). Syd for Lille Bennebæk ligger Gammel Bennebæk.
Lille Bennebæk lå i Krop Sogn (Krop og Meggertorp Herreder), da området tilhørte Danmark.
Byen er overvejende præget af landbrug.